# Hoplocnemis brevitibialis
Hoplocnemis brevitibialis är en skalbaggsart som beskrevs av Dombrow 2000. Hoplocnemis brevitibialis ingår i släktet Hoplocnemis och familjen Melolonthidae. Inga underarter finns listade i Catalogue of Life.